# EMS One Katowice 2014
Die EMS One Katowice 2014 war ein im Spodek in Katowice ausgetragenes CS: GO-Turnier, welches vom 13. März bis zum 16. März 2014 in Verbindung mit den gleichzeitig dort stattfindenden ESL Intel Extreme Masters lief. Gewinner waren die polnischen Teilnehmer von Virtus.pro.

## Qualifikation
Für die Teilnahme der EMS One Katowice 2014 wurden die acht Viertelfinalisten des DreamHack Winters 2013 und zwei Clans von außerhalb Europas eingeladen. Die anderen sechs Teams mussten sich in teils mehrstufigen Qualifikationsrunden im K.-o.-System durchsetzen. Insgesamt nahmen 408 Teams an den Qualifikationen teil.

## Teilnehmer
Dies waren die 16 Teilnehmer der EMS One Katowice 2014:
- Fnatic (Gewinner beim DreamHack Winter 2013)
- Ninjas in Pyjamas, Clantag: NiP (Finalist beim DreamHack Winter 2013)
- Titan eSports, kurz: Titan (Halbfinalist beim DreamHack Winter 2013) 1
- CompLexity, Clantag: coL (Halbfinalist beim DreamHack Winter 2013)
- HellRaisers, kurz: HR (Viertelfinalist beim DreamHack Winter 2013) 2
- Team Dignitas, kurz: Dignitas (Viertelfinalist beim DreamHack Winter 2013) 3
- LGB eSports, kurz: LGB (Viertelfinalist beim DreamHack Winter 2013)
- Team LDLC, kurz LDLC (Viertelfinalist beim DreamHack Winter 2013) 4
- iBUYPOWER, Clantag: iBP (Gastverein von außerhalb Europas)
- Vox Eminor, Clantag: VoxE (Gastverein von außerhalb Europas)
- Virtus.pro, kurz: VP (Qualifiziert über direkte Qualifikation)
- Clan Mystik (Qualifiziert über direkte Qualifikation)
- Reason Gaming, kurz: Reason (Qualifiziert über direkte Qualifikation)
- Natus Vincere, Clantag: Na'Vi (Qualifiziert über direkte Qualifikation)
- 3DMAX!, Clantag: 3DMAX.dk (Qualifiziert über Verliererrunde)
- Mousesports, kurz: mouz (Qualifiziert über Verliererrunde)

## Auslosung
Am 5. März 2014 wurden die Clan in der Auslosung den vier Gruppen zugeteilt. Dazu wurden die Teams in vier Lostöpfe unterteilt. In Lostopf 1 kamen die vier Halbfinalisten des DreamHack Winters 2013. Die Teams, welche dort im Viertelfinale ausgeschieden sind, kamen in Lostopf 2. Die restlichen Teams wurden in die Lostöpfe 3 und 4 verteilt. So wurden die Clans folgendermaßen in die Lostöpfe verteilt:
| Lostopf 1 | Lostopf 2 | Lostopf 3 | Lostopf 4   |
| --------- | --------- | --------- | ----------- |
| Fnatic    | LGB       | VoxE      | Clan Mystik |
| NiP       | Dignitas  | Na'Vi     | Reason      |
| Titan     | LDLC      | VP        | 3DMAX.dk    |
| coL       | HR        | iBP       | mouz        |

Aus jedem Lostopf wurde ein Clan einer der vier Gruppen A–D zugelost. Bei der Ziehung ergab sich daraus folgende Gruppenzusammensetzung:
| Gruppe A | Gruppe B | Gruppe C | Gruppe D    |
| -------- | -------- | -------- | ----------- |
| Titan    | NiP      | Fnatic   | coL         |
| HR       | LDLC     | Dignitas | LGB         |
| VP       | VoxE     | iBP      | Na'Vi       |
| mouz     | 3DMAX.dk | Reason   | Clan Mystik |

## Vorrunde
Aus der Vorrunde schafften es zwei Teams pro Gruppe in die Finalrunde. Dabei trafen die Mannschaften aus Lostopf 1 zunächst auf die Mannschaften des Lostopfes 4 und die Mannschaften des Lostopf 2 auf die Mannschaften des Lostopf 3. Die Gewinner und die Verlierer einer Gruppe traten jeweils aufeinander. Der Sieger des Gewinnermatches kam als Gruppenerster weiter. Der Unterlegene des Verlierermatches schied als Gruppenletzter aus. In einem letzten Wettkampf machten der Gewinner des Verliermatches und der Sieger des Gewinnermatches den zweiten Finalrundenplatz aus. Alle Vorrundenspiele wurden im Best-of-1-Modus ausgetragen. Die Spiele waren für den 13. März angesetzt. Durch den Absturz der Server der Spielevertriebsplattform Steam, mit welcher alle Spieler verbunden sein müssen, kam es zu mehrstündigen Verzögerungen, weshalb alle Spiele erst um 2 Uhr des Folgetages beendet waren.

### Gruppe A
Das erste Spiel dieser Gruppe wurde von mehreren Pausen überschattet. Im Spiel zwischen Titan und Mousesports mussten die PCs von LEGIJA (mouz) und ScreaM (Titan) ausgetauscht werden. Nach fast zwei Stunden stand das Ergebnis fest. Titan gewann auf de_dust2 mit 16:05. Im zweiten Spiel zwischen Virtus.pro und HellRaisers kam es zur ersten Verlängerung des Turniers, da VP ein 10:5 auf de_mirage zur Halbzeit nicht reichte. In erster Verlängerung gewann VP schließlich mit 19:16. Im Gewinnermatch konnte sich VP mit 16:7 auf de_mirage durchsetzen. Damit zog Virtus.pro als Gruppenerster in die Finalrunde ein.

|  | Halbfinale | Halbfinale | Halbfinale |  |  | Spiel um den Gruppensieg | Spiel um den Gruppensieg | Spiel um den Gruppensieg |
|  |            |            |            |  |  |                          |                          |                          |
|  |            |            |            |  |  |                          |                          |                          |
|  | 1          | Titan      | 16         |  |  |                          |                          |                          |
|  | 4          | mouz       | 5          |  |  |                          |                          |                          |
|  |            |            |            |  |  | 1                        | Titan                    | 7                        |
|  |            |            |            |  |  | 3                        | VP                       | 16                       |
|  | 2          | HR         | 16         |  |  |                          |                          |                          |
|  | 3          | VP         | 19         |  |  |                          |                          |                          |
|  |            |            |            |  |  |                          |                          |                          |

Im Verlierermatch der Gruppe A schied Mousesports als einziger Teilnehmer unter deutscher Flagge mit 9:16 gegen HellRaisers auf de_dust2 aus. Die Ukrainer von HR konnten im Spiel um den zweiten Gruppenplatz auf de_inferno Titan mit 16:14 in der 30. Runde schlagen.

|  | Verlierermatch | Verlierermatch | Verlierermatch |  |  | Spiel um den zweiten Gruppenplatz | Spiel um den zweiten Gruppenplatz | Spiel um den zweiten Gruppenplatz |
|  |                |                |                |  |  |                                   |                                   |                                   |
|  | 4              | mouz           | 9              |  |  |                                   |                                   |                                   |
|  | 2              | HR             | 16             |  |  | 1                                 | Titan                             | 14                                |
|  |                |                |                |  |  | 2                                 | HR                                | 16                                |

Damit erreichte Virtus.pro als Gruppenerster und Hell Raisers als Gruppenzweiter die Finalrunde.

### Gruppe B
Die Ninjas in Pyjamas konnten auf de_dust2 3DMAX! mit 16:5 schlagen, während Team LDLC mit 16:13 gegen die australischen Teilnehmer von Vox Eminor auf de_inferno gewann. Im Spiel um Gruppenplatz 1 behielt NiP die Oberhand und setzte sich auf de_inferno mit 16:7 gegen das französische Team LDLC durch.

|  | Halbfinale | Halbfinale | Halbfinale |  |  | Spiel um den Gruppensieg | Spiel um den Gruppensieg | Spiel um den Gruppensieg |
|  |            |            |            |  |  |                          |                          |                          |
|  |            |            |            |  |  |                          |                          |                          |
|  | 1          | NiP        | 16         |  |  |                          |                          |                          |
|  | 4          | 3DMAX.dk   | 5          |  |  |                          |                          |                          |
|  |            |            |            |  |  | 1                        | NiP                      | 16                       |
|  |            |            |            |  |  | 2                        | LDLC                     | 7                        |
|  | 2          | LDLC       | 16         |  |  |                          |                          |                          |
|  | 3          | VoxE       | 13         |  |  |                          |                          |                          |
|  |            |            |            |  |  |                          |                          |                          |

3DMAX! schlug im Verlierermatch auf de_inferno Vox Eminor mit 16:7. Allerdings konnte der dänische Clan sich nicht gegen Team LDLC durchsetzen. Man verlor mit 13:16 auf de_inferno.

|  | Verlierermatch | Verlierermatch | Verlierermatch |  |  | Spiel um den zweiten Gruppenplatz | Spiel um den zweiten Gruppenplatz | Spiel um den zweiten Gruppenplatz |
|  |                |                |                |  |  |                                   |                                   |                                   |
|  | 4              | 3DMAX.dk       | 16             |  |  |                                   |                                   |                                   |
|  | 3              | VoxE           | 7              |  |  | 2                                 | LDLC                              | 16                                |
|  |                |                |                |  |  | 4                                 | 3DMAX.dk                          | 13                                |

Ninjas in Pyjamas und Team LDLC waren somit die Finalrundenteilnehmer dieser Gruppe.

### Gruppe C
Im ersten Spiel der Gruppe C konnte Reason Gaming überraschend den Gewinner des DreamHack Winters 2013 fnatic mit 16:12 auf de_inferno schlagen. Das US-amerikanische iBUYPOWER-Team musste sich Team Dignitas mit 8:16 auf de_nuke geschlagen geben. Im Spiel um den Gruppensieg schickte Dignitas anschließend auch Reason Gaming mit gleichem Ergebnis auf de_inferno in das Lower Bracket.

|  | Halbfinale | Halbfinale | Halbfinale |  |  | Spiel um den Gruppensieg | Spiel um den Gruppensieg | Spiel um den Gruppensieg |
|  |            |            |            |  |  |                          |                          |                          |
|  |            |            |            |  |  |                          |                          |                          |
|  | 1          | fnatic     | 12         |  |  |                          |                          |                          |
|  | 4          | Reason     | 16         |  |  |                          |                          |                          |
|  |            |            |            |  |  | 4                        | Reason                   | 8                        |
|  |            |            |            |  |  | 2                        | Dignitas                 | 16                       |
|  | 2          | Dignitas   | 16         |  |  |                          |                          |                          |
|  | 3          | iBP        | 8          |  |  |                          |                          |                          |
|  |            |            |            |  |  |                          |                          |                          |

Fnatic konnte sich durch zwei Siege auf de_inferno in der Verliererrunde den zweiten Finalrundenplatz sichern.

|  | Verlierermatch | Verlierermatch | Verlierermatch |  |  | Spiel um den zweiten Gruppenplatz | Spiel um den zweiten Gruppenplatz | Spiel um den zweiten Gruppenplatz |
|  |                |                |                |  |  |                                   |                                   |                                   |
|  | 1              | fnatic         | 16             |  |  |                                   |                                   |                                   |
|  | 3              | iBP            | 13             |  |  | 4                                 | Reason                            | 6                                 |
|  |                |                |                |  |  | 1                                 | fnatic                            | 16                                |

### Gruppe D
CompLexity konnte sich auf de_inferno mit 16:6 den französischen Clan Mystik durchsetzen. Natus Vincere musste sich auf gleicher Map LGB eSports 8:16 geschlagen geben. Im Aufeinandertreffen der beiden Gewinner gewann LGB eSports mit 16:11 auf de_dust2.

|  | Halbfinale | Halbfinale  | Halbfinale |  |  | Spiel um den Gruppensieg | Spiel um den Gruppensieg | Spiel um den Gruppensieg |
|  |            |             |            |  |  |                          |                          |                          |
|  |            |             |            |  |  |                          |                          |                          |
|  | 1          | coL         | 16         |  |  |                          |                          |                          |
|  | 4          | Clan Mystik | 6          |  |  |                          |                          |                          |
|  |            |             |            |  |  | 1                        | coL                      | 11                       |
|  |            |             |            |  |  | 2                        | LGB                      | 16                       |
|  | 2          | LGB         | 16         |  |  |                          |                          |                          |
|  | 3          | Na'Vi       | 8          |  |  |                          |                          |                          |
|  |            |             |            |  |  |                          |                          |                          |

Nachdem Clan Mystik auf de_dust2 gegen Natus Vincere gewonnen hatte, musste man erneut gegen CompLexity antreten. Die Franzosen mussten sich den US-Amerikanern auf de_nuke erneut geschlagen geben.

|  | Verlierermatch | Verlierermatch | Verlierermatch |  |  | Spiel um den zweiten Gruppenplatz | Spiel um den zweiten Gruppenplatz | Spiel um den zweiten Gruppenplatz |
|  |                |                |                |  |  |                                   |                                   |                                   |
|  | 4              | Clan Mystik    | 16             |  |  |                                   |                                   |                                   |
|  | 3              | Na'Vi          | 13             |  |  | 1                                 | coL                               | 16                                |
|  |                |                |                |  |  | 4                                 | Clan Mystik                       | 12                                |

LGB eSports und CompLexity sicherten sich in dieser Gruppe die Finalrundenplätze.

### Finalrunde
Die Finalrunde wurde vom 14. März bis zum 16. März 2014 ausgetragen. Sie wurde im Best-of-3-Modus ausgetragen. Im Viertelfinale wurde den Gruppenersten jeweils ein Gruppenzweiter zugeteilt. Die Halbfinal- und Finalteilnehmer wurden nach dem K.-o.-System ermittelt. Im Spiel Ninjas in Pyjamas gegen CompLexity sicherten sich die US-amerikaner überraschend die erste Map. Auf de_dust2 lag man zwischenzeitlich mit 11:2 vorne und konnte am Ende mit 16:12 gewinnen. Auf de_nuke zeigten die Ninjas in Pyjamas ihre spielerische und taktische Überlegenheit und setzten sich mit einem eindeutigen 16:2 durch. Auf der Entscheidungsmap de_train gewannen wiederum die Schweden mit 16:11 und zogen ins Halbfinale ein. Als weiterer Halbfinalist stellte sich Team Dignitas heraus. Im ersten Spiel gegen HellRaisers auf de_dust2 holte device einen Pentakill. Das Endergebnis dieses Matches hieß 16:7. Auf der zweiten Map de_mirage konnten die HellRaisers sich noch eine 9:6-Halbzeitführung erarbeiten auf der CT-Seite. Nach dem Seitenwechsel dominierte Dignitas und gewann 16:10. Virtus.pro war ebenfalls schon nach zwei Maps weiter. Mit den heimischen Fans im Rücken demütigten die Polen das Team LDLC auf de_mirage. Nach einem 15:0-Halbzeitstand brauchten die Bären noch vier Runden für den Sieg auf der ersten Map. Auch im zweiten Spiel auf de_inferno waren die Kräfteverhältnisse eindeutig. Immerhin holten die Franzosen noch acht Runden. Das vierte Viertelfinalspiel fand zusammen mit den Halbfinals am 15. März statt. Im schwedischen Duell zwischen LGB eSports und fnatic gewann Favorit fnatic die erste Map de_inferno mit 16:11. LGB eSports startete darauf ein Comeback. Durch Siege auf de_mirage und de_train erreichte man doch noch das Halbfinale und traf dort auf virtus.pro. Diese zeigten sich dort erneut stark und siegten im ersten Spiel auf de_inferno mit 16:8. Nach einem Rückfall auf de_mirage, wo man sich nach 4:11-Halbzeitrückstand zwar noch in die Verlängerung retten konnten, aber dort mit 17:19 verlor, zeigten die Polen sich auf der Entscheidungsmap de_train erneut überlegen und gewannen mit 16:7. Die Ninjas in Pyjamas standen im anderen Halbfinalspiel gegen Team Dignitas bereits nach zwei Matches als Finalgegner von Virtus.pro fest. Man bezwang die Dänen auf de_inferno mit 16:6 und auf de_nuke mit 16:5.

#### Finale
Das finale Duell zwischen Virtus.pro und Ninjas in Pyjamas startete um 13:30 Uhr des 16. März 2014. Als erste Map wählten die Spieler sich de_mirage aus. Die Polen fingen auf der Seite der Terroristen an und gewannen die Pistolenrunde und die darauffolgenden zwei Runde, bevor GeT_RiGhT die erste Bombe entschärfen konnte. Virtus.pro ließ sich davon nicht abhalten. So stand es nach zwölf Runden 9:3 für die Bären. Diesen Vorsprung ließ man sich nun nicht mehr nehmen. Mit einem starken 11:4 ging es in den Seitenwechsel. Auch die zweite Pistolenrunde auf der Anti-Terroristen-Seite konnten die Polen gewinnen. Die darauffolgende „Anti-Eco“-Runde konnte sich dagegen NiP sichern. Entscheidenden Anteil hatte dabei Xizt, welcher zu vier Kills kam. Nachdem die Schweden wegen finanzieller Vorteile auf 7:12 aufschlossen, ereignete sich in der zwanzigsten Runde der spielerische Höhepunkt des Matches. Xizt übersah den vorher schleichenden und schließlich in einer Ecke hockenden Snax. Dieser wartete bis auch f0rest in Sichtweite war und erledigte beide in diesem Moment mit der M4A1-S. Anschließend beendete Snax die Runde mit der Ausschaltung des Charakters von Fifflaren. NiP konnte in der Schlussphase nicht wieder aufschließen und verlor am Ende das erste Match mit 9:16. Bester Spieler des ersten Spiels war byali mit 68 Punkten und 25 Kills.
Die zweite gespielte Map hieß de_inferno. Virtus.pro startete auch hier überragend und gewann die erste Pistolenrunde und die vier darauffolgende Runden auf der Anti-Terroristen-Seite. Höhepunkt in der ersten Spielphase war ein Tetrakill von byali in Runde 5. Nachdem NiP zwei Zähler aufholte, stand es nach weiteren drei gewonnenen Runden von VP 8:2. Nach einem abwechslungsreichen Schlussteil der ersten Halbzeit stand es nach 15 Runden 11:4 für die Polen. Die zweite Pistolenrunde ging an die Ninjas in Pyjamas, welche nun in einer Stärkephase waren und bis auf 9:11 aufschlossen. Danach übernahmen die Polen wieder das Ruder. Mit Ausnahme einer „Eco-Runde“ verloren NiP die restlichen Runden, sodass die Map mit dem Ergebnis 16:10 für virtus.pro endete, welche durch diesen Sieg als Gewinner des Turniers feststanden.
Als Geheimfavorit gestartet konnte das polnische Team um Filip „Neo“ Kubski, Janusz „Snax“ Pogorzelski, Wiktor „TaZ“ Wojtas, Paweł „byali“ Bieliński und Jarosław „pasha“ Jarząbkowski seinen Heimvorteil nutzen und die Siegprämie von $100.000 abräumen. Es war der erste große Erfolg von virtus.pro mit der polnischen Besetzung.

#### Turnierplan Finalrunde
|  | Viertelfinale      | Viertelfinale | Viertelfinale | Viertelfinale | Viertelfinale |          |          | Halbfinale | Halbfinale | Halbfinale | Halbfinale | Halbfinale |  |  | Finale | Finale | Finale | Finale | Finale |
|  |                    |               |               |               |               |          |          |            |            |            |            |            |  |  |        |        |        |        |        |
|  | Schweden           | NiP           | 12            | 16            | 16            |          |          |            |            |            |            |            |  |  |        |        |        |        |        |
|  | Vereinigte Staaten | coL           | 16            | 2             | 11            |          |          |            |            |            |            |            |  |  |        |        |        |        |        |
|  | Vereinigte Staaten | coL           | 16            | 2             | 11            | Schweden | NiP      | 16         | 16         |            |            |            |  |  |        |        |        |        |        |
|  |                    |               |               |               |               | Schweden | NiP      | 16         | 16         |            |            |            |  |  |        |        |        |        |        |
|  |                    | Danemark      | Dignitas      | 6             | 5             |          |          |            |            |            |            |            |  |  |        |        |        |        |        |
|  | Danemark           | Danemark      | Dignitas      | 6             | 5             | Dignitas | 16       | 16         |            |            |            |            |  |  |        |        |        |        |        |
|  | Danemark           |               |               |               |               |          | 16       | 16         |            |            |            |            |  |  |        |        |        |        |        |
|  | Ukraine            | HR            | 7             | 10            |               |          |          |            |            |            |            |            |  |  |        |        |        |        |        |
|  |                    |               |               |               |               |          | Schweden | NiP        | 9          | 10         |            |            |  |  |        |        |        |        |        |
|  |                    | Polen         | VP            | 16            | 16            |          |          |            |            |            |            |            |  |  |        |        |        |        |        |
|  | Polen              | VP            | 16            | 16            |               |          |          |            |            |            |            |            |  |  |        |        |        |        |        |
|  | Frankreich         | LDLC          | 3             | 8             |               |          |          |            |            |            |            |            |  |  |        |        |        |        |        |
|  | Frankreich         | LDLC          | 3             | 8             | Polen         | VP       | 16       | 17         | 16         |            |            |            |  |  |        |        |        |        |        |
|  |                    |               |               |               |               | VP       | 16       | 17         | 16         |            |            |            |  |  |        |        |        |        |        |
|  |                    | Schweden      | LGB           | 8             | 19            | 7        |          |            |            |            |            |            |  |  |        |        |        |        |        |
|  | Schweden           | Schweden      | LGB           | 8             | 19            | 7        | LGB      | 11         | 16         | 16         |            |            |  |  |        |        |        |        |        |
|  | Schweden           |               |               |               |               |          | LGB      | 11         | 16         | 16         |            |            |  |  |        |        |        |        |        |
|  | Schweden           | fnatic        | 16            | 12            | 14            |          |          |            |            |            |            |            |  |  |        |        |        |        |        |

## Preisgeldverteilung
Insgesamt wurden bei der EMS One Katowice 2014 $250.000 verteilt.
| Platz    | Clan                                                                                          | Preisgeld (in US-Dollar) |
| -------- | --------------------------------------------------------------------------------------------- | ------------------------ |
| 1.       | virtus.pro                                                                                    | $100.000                 |
| 2.       | Ninjas in Pyjamas                                                                             | $50.000                  |
| 3. – 4.  | Team Dignitas LGB eSports                                                                     | $22.000                  |
| 5. – 8.  | CompLexity HellRaisers Team LDLC fnatic                                                       | $10.000                  |
| 9. – 16. | Titan eSports 3DMAX! Reason Gaming Clan Mystik Mousesports Vox Eminor iBUYPOWER Natus Vincere | $2.000                   |